# Lappula redowskii
Lappula redowskii är en strävbladig växtart som först beskrevs av Jens Wilken Hornemann, och fick sitt nu gällande namn av Edward Lee Greene. Lappula redowskii ingår i släktet piggfrön, och familjen strävbladiga växter. Inga underarter finns listade i Catalogue of Life.